# Casalecchio di Reno
Casalecchio di Reno – miasto i gmina we Włoszech, w regionie Emilia-Romania, w prowincji Bolonia.
Według danych na styczeń 2009 gminę zamieszkiwało 35 513 osób przy gęstości zaludnienia 2044,5 os./1 km².

## Etymologia nazwy
Nazwa Casalecchio wywodzi się od słowa Casaliculum (oznacza to skupisko niewielkich domów), natomiast Reno pochodzi od germańskiego wyrażenia oznaczającego strumień lub rzekę.

## Historia
W granicach miejscowości odnaleziono skarby archeologiczne z ery paleolitu i kultury Villanovy, a także ślady sztuki etruskiej. Mieszkańcy gminy nazywani są casalecchiesi.
26 czerwca 1402 pod miejscowością rozegrała się bitwa.

## Znani ludzie
- Laura Betti (ur. 1927, zm. 2004) – aktorka filmowa i teatralna
- Marco Ballotta (ur. 1964) – piłkarz

## Miasta partnerskie
- Trenczyn ( Słowacja)
- Romainville ( Francja)
- Pápa ( Węgry)